# 1937年國民革命軍戰鬥序列
1937年國民革命軍戰鬥序列編列發布於8月，是中国抗日战争爆發後，國民政府為了抵抗日軍所編列的中國全境國軍戰鬥序列。
1938年1月，中國軍隊於淞滬會戰失利並自首都南京撤軍，為了此戰略異動變數，加上兵士折損眾多，國軍戰鬥序列予以大幅度更動。而跟隨戰鬥序列更動，抗战第一期第一階段亦告正式結束，而中國也正式邁入以武漢為根據地的第一期第二階段之抗日戰爭。

## 兵力
有關兵力方面，於1937年8月編成的中國國軍的戰鬥序列，連整訓部隊及未經整編部隊，一共有182個步兵師，46個步兵旅，9個騎兵師，6個騎兵旅，4個砲兵旅，8個砲兵團。以1937年年中之兵力估算，陸軍現役兵員約達170餘萬人。其中不包含1937年實補之30萬。

## 軍費
軍費投入方面，1937年國軍軍費支出約十三億七千萬法幣，包含普通軍務費（糧餉），國防建設費（武器）及其他戰務費用，而該項支出佔同年中國國家總支出之二十二億法幣的六成五以上。

## 與日軍對峙
1938年，中國國軍列對峙與日軍軍隊是為小磯谷昭率領的華北派遣軍及上海派遣軍。以日本關東軍為主的該派遣軍，本只預計使用15個師團攻佔中國全境，不過最後擴增至26師團。
1937年年間，在這種兵力對峙下，雙方各有損傷：
- 國軍陣亡125130人，負傷242232人
- 而日軍方面也死亡51220人，負傷204880人

## 戰鬥序列列表

### 軍事委員會
- 陸海空軍最高統帥軍事委員會委員長蔣中正
  - 參謀總長程潛
  - 副參謀總長白崇禧

### 第一戰區
- 司令長官：蔣中正
- 作戰地區：河北北部至山東北部
  - 第1集團軍宋哲元
  - 第2集團軍劉峙
  - 第14集團軍衛立煌

### 第二戰區
- 司令長官：阎锡山
- 作戰地區：山西、察哈爾、綏遠
  - 第6集團軍 楊愛源
  - 第7集團軍 傅作義
  - 第18集團軍 朱德
  - 預備軍 閻錫山（兼）

### 第三戰區
- 司令長官馮玉祥，淞滬會戰爆發後由蔣中正兼任
- 作戰地區為江蘇、浙江
  - 第8集團軍：張發奎
  - 第9集團軍：張治中
  - 第10集團軍：劉建緒
  - 第15集團軍：陳誠
  - 第19集團軍：薛岳
  - 新編第四軍：葉挺

### 第四戰區
- 司令長官何應欽
- 作戰地區為廣東及福建
  - 第4集團軍：蔣鼎文
  - 第12集團軍：余漢謀

### 第五戰區
- 司令長官蔣中正（兼）
- 作戰地區為山東南部至江蘇北部
  - 第3集團軍：韓復榘
  - 第5集團軍：顧祝同

## 第一預備軍
- 司令官李宗仁

## 第二預備軍
- 司令官劉湘

## 第三預備軍
- 司令官龍雲

## 第四預備軍
- 司令官何成濬

## 其他
- 海軍：總司令陳紹寬
- 空軍：總司令蔣中正（兼）
- 江防司令：沈鴻烈
- 首都警備總司令谷正倫
- 首都防空總司令谷正倫
- 守備司令
- 保安司令
- 第17集團軍馬鴻逵（直屬）